# Recylex
Recylex ist ein börsennotiertes französisches Recyclingunternehmen, das mehrere Standorte in Frankreich und Deutschland betreibt. Hauptfokus des Unternehmens liegt auf der Wiederaufbereitung von Blei- und Zinkschrott und Polypropylen. Ein weiteres Geschäftsfeld stellt die Herstellung hochreiner Spezialmetalle dar.
Hauptschwerpunkt der Geschäftsaktivitäten liegt auf der Verwertung von Altbatterien. Im Jahr 2018 wurden mit 330 Mitarbeitern an vier Standorten insgesamt rund 105.000 Tonnen Blei aufbereitet und Schwefelsäure zurückgewonnen. Die Zinkproduktion stellt den zweitgrößten Unternehmensbereich dar. Das Zink wird hauptsächlich aus Stahlwerksstäuben oder zinkhaltigen Abfallprodukten wie alten Dachrinnen wiedergewonnen. Im Bereich der Zinkaufbereitung sind, neben einer französischen Tochtergesellschaft, die beiden Goslarer Unternehmen Norzinco und Harz-Metall aktiv. Die Produktion und Aufreinung von Spezialmetallen ist für einen geringfügigeren Umsatzanteil verantwortlich. Insbesondere werden Arsen, Germanium, Gallium und Indium an den deutschen Standorten Langelsheim und Osterwieck auf Reinheiten bis 99,999995 % angereichert. Die Aufbereitung von Polypropylen stellte im Geschäftsjahr 2018 mit einem Umsatz von 13 Millionen Euro den kleinsten Unternehmensteil dar und verwertet vornehmlich Gehäuse von Altbatterien, Stoßstangen, Verpackungen und Abfälle aus der Bauindustrie.
Die erste Vorgängergesellschaft von Recylex wurde im Jahr 1881 als Société minière et métallurgique de Peñarroya gegründet, eine Bergbaugesellschaft mit Aktivitäten im andalusischen Peñarroya-Pueblonuevo. Die Aktien des Unternehmens wurden ab 1882 an der Pariser Börse gehandelt.
Wegen Preisabsprachen im Ankauf von Altbatterien zwischen 2009 und 2012 wurde Recylex 2017 zu einer Strafzahlung in Höhe von 26,7 Millionen Euro verurteilt. Im Januar 2019 wurde über eine 18-fache Überschreitung von Grenzwerten für Dioxine berichtet, die bereits im August 2017 bei Harz-Metall in Goslar vorgefallen sein soll. Das Unternehmen beteuerte, dass für diesen Einzelfall die Nutzung von schwefelhaltigem Petrolkoks verantwortlich war, der die Filterrohre verklebt habe. Insbesondere im Zusammenhang mit dem problembehafteten Bau eines neuen Reduktionsofens im Werk in Nordenham verschärften sich bereits vorhandene Liquiditätsprobleme der Unternehmensgruppe, aufgrund derer zahlreiche Verhandlungen mit Kreditgebern durchgeführt werden mussten.